# Ateles chamek
L'atele peruviano od atele faccianera (Ateles chamek Humboldt, 1812) è un primate platirrino della famiglia degli Atelidi.
È stato di volta in volta considerato prima una sottospecie di Ateles belzebuth (A. belzebuth chamek) e poi di Ateles paniscus (A. paniscus chamek). Attualmente la maggior parte degli studiosi concorda sull'esattezza di una sua classificazione come specie a sé stante.

## Distribuzione
Vive nella foresta pluviale amazzonica nella zona di confine fra Perù, Bolivia e Brasile.

## Descrizione

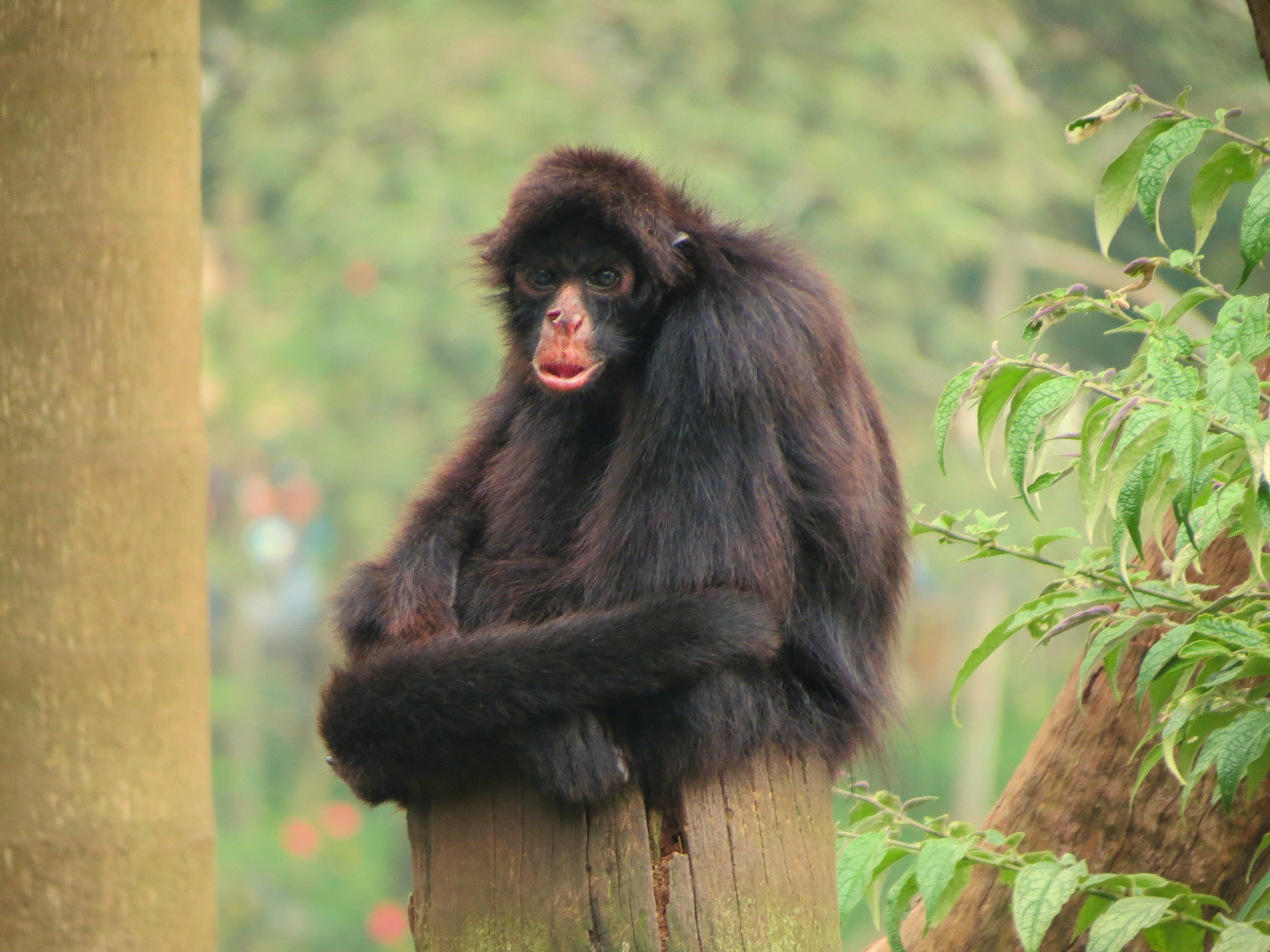

### Dimensioni
Misura fino a 120 cm, di cui più della metà spettano alla coda, per un pesomedi o di 7 kg.

### Aspetto
Il pelo è uniformemente nero lucente: la pelle è anch'essa nerastra, ma sul muso ed attorno agli occhi può assumere colore rosato.

La coda, da sola, può misurare fino a 80 cm: sull'estremità inferiore è presente una parte nuda assai rugosa, simile ad un polpastrello, che viene utilizzata per mantenere una presa salda ai rami durante i movimenti. Non è raro che l'animale si mantenga ai rami solo per la coda, lasciando le quattro zampe (anch'esse più lunghe del corpo ed assai sottili) libere nei movimenti.

## Biologia
Si tratta di animali strettamente arboricoli, dalle abitudini diurne: vive in grandi gruppi (fino ad oltre 20 esemplari), che durante il giorno si frazionano in sottogruppi di poche unità durante la ricerca del cibo, che viene pianificata da una femmina dominante. Per spostarsi attraverso le cime degli alberi dove vive, questi animali utilizzano la brachiazione, utilizzando la coda come quinto braccio: all'occorrenza, sono inoltre in grado di spiccare grandi balzi di albero in albero.

### Alimentazione
Si tratta di animali essenzialmente frugivori: buona parte della loro dieta (in proporzioni variabili a seconda della stagione) è costituita anche da altro materiale vegetale, come foglie, fiori e linfa. Sono state inoltre eccezionalmente osservate mentre si nutrivano d'insetti.

### Riproduzione
Non è presente una stagione riproduttiva: femmine con cuccioli possono infatti essere osservate durante tutto l'anno.

La gestazione dura circa otto mesi: caso raro fra gli animali, in questa specie l'accoppiamento avviene coi due animali faccia a faccia (posizione del missionario). Solitamente viene partorito un unico cucciolo, che viene portato dalla madre prima attaccato al ventre, e poi, una volta divenuto più grande, sul dorso.

I cuccioli sono molto lenti nella crescita e non possono definirsi indipendenti prima di 4 anni d'età: per tutto questo tempo dev'essere la femmina a seguirli (il maschio si disinteressa della prole), e ciò spiega il basso tasso riproduttivo di questi animali (una gestazione ogni 4 anni).

Una volta adulte, le femmine migrano verso altri gruppi, mentre i maschi tendono a restare nel gruppo nel quale sono nati. La maturità sessuale viene raggiunta verso i 5-6 anni.
La speranza di vita di questi animali si aggira attorno ai 20 anni.